# Commercial pilot licence
Een commercial pilot licence (CPL) is de Engelse benaming voor een beroepsvliegbrevet van een vlieger om commercieel mensen en/of goederen te vervoeren per vliegtuig.
De opleiding tot vlieger start met een private pilot licence (PPL). Na het behalen van een CPL kan men de opleiding vervolgen voor het behalen van een airline transport pilot licence (ATPL).